# Rhaphuma mekonga
Rhaphuma mekonga là một loài bọ cánh cứng trong họ Cerambycidae.